# Френк Бенем
Френк Бенем (англ. Frank Banham; 14 квітня 1975, Калахоо, Альберта) — професійний канадський хокеїст, нападник, виступав за команди АХЛ, Фінляндії, Австрійської хокейної ліги та Національної ліги А.

## Ігрова кар'єра
Френк Бенем розпочав свою кар'єру хокеїста в 1992 році в Канаді Західній хокейній лізі, виступав за «Саскатун Блейдес» до 1996 року. У 1993 був обраний в Драфті НХЛ у шостому раунді під номером 147-й «Вашингтон Кепіталс», але ніколи за цей клуб не грав. Замість цього, він підписав контракт у 1996 році як вільний агент з Анагайм, до цього він грав в сезоні 1995/96 років за їхній фарм-клуб «Балтимор Бендітс» в Американській хокейній лізі. У сезоні 1996/97, нападник дебютував у Національній хокейній лізі за «Анагайм», за чотири роки він провів за них лише 27 матчів та закинув 9 шайб, основні матчі він зіграв за фарм-клуб «Анагайми», «Цинциннаті Майті Дакс» в АХЛ.
Влітку 2000 Бенем перебрався до Європи, де він отримав контракт з «Еспоо Блюз» з фінської СМ-ліги. Через рік він вже виступав за інший фінський клуб Йокеріт з Гельсінкі. 7 листопада 2002, як вільний агент перейшов в Фінікс Койотс, за який він провів 5 матчів, основний ігровий час виступав за їхній фарм-клуб «Спрінгфілд Фелконс». Сезон 2003/04 закінчив у московському «Динамо» в Росії, наступний сезон провів в СайПа (Лаппеенранта) у Фінляндії.
Сезон 2005/06 почав Бенем у «Фрібур-Готтерон» Національна Ліга А, однак, він залишив клуб вже після шести проведених ігор і підписав конракт з «Ред Буллом» з Австрійської хокейної ліги. В Зальцбурзі він виграв у сезоні 2006/07 чемпіонське звання. У наступному сезоні «Ред Булл» знову чемпіон, правда канадець приєднався незадовго до кінця сезону до «Мальме» який виступав у другій шведській лізі. B сезоні 2008/09 перейшов до «Олімпії» (Любляна), другу частину сезону провів у ХК «Біль». У сезоні 2009/10 він повернувся до Любляни, а у 2010–2012 виступав за «Медвещак». З 2012 по 2016 він відіграв за клуб Австрійської хокейної ліги «Альба Волан» після чого завершив кар'єру гравця.
Виступав за національну збірну Угорщини.

## Нагороди та досягнення
- Команда «Всіх зірок» Західної хокейної ліги — 1996.
- Команда «Всіх зірок» Кубка Шпенглера — 2000.
- Чемпіон Фінляндії у складі клубу Йокеріт — 2002.
- Чемпіон Австрії у складі клубу «Ред Булл» — 2007, 2008.

## Статистика
| 1989–90       | «Сент-Альберт Сейбрс ААА» | КАБХЛ         | 30  | 18  | 13  | 31  | 26  | —  | —  | —  | —  | —  |
| 1990–91       | «Спрус-Ґроув Бронкос ААА» | АМБХЛ         | 32  | 23  | 34  | 57  | 105 | —  | —  | —  | —  | —  |
| 1991–92       | «Ферні Гоустрайдерс»      | РМЮХЛ         | 47  | 45  | 45  | 90  | 120 | —  | —  | —  | —  | —  |
| 1992–93       | «Саскатун Блейдс»         | ЗХЛ           | 71  | 29  | 33  | 62  | 55  | 9  | 2  | 7  | 9  | 8  |
| 1993–94       | «Саскатун Блейдс»         | ЗХЛ           | 65  | 28  | 39  | 67  | 99  | 16 | 8  | 11 | 19 | 36 |
| 1994–95       | «Саскатун Блейдс»         | ЗХЛ           | 70  | 50  | 39  | 89  | 63  | 8  | 2  | 6  | 8  | 12 |
| 1995–96       | «Саскатун Блейдс»         | ЗХЛ           | 72  | 83  | 69  | 152 | 116 | 4  | 6  | 0  | 6  | 2  |
| 1995–96       | «Балтимор Бендітс»        | АХЛ           | 9   | 1   | 4   | 5   | 0   | 7  | 1  | 1  | 2  | 2  |
| 1996–97       | «Балтимор Бендітс»        | АХЛ           | 21  | 11  | 13  | 24  | 4   | —  | —  | —  | —  | —  |
| 1996–97       | «Майті Дакс оф Анагайм»   | НХЛ           | 3   | 0   | 0   | 0   | 0   | —  | —  | —  | —  | —  |
| 1997–98]]     | «Майті Дакс оф Анагайм»   | НХЛ           | 21  | 9   | 2   | 11  | 12  | —  | —  | —  | —  | —  |
| 1997–98       | «Цинциннаті Майті Дакс»   | АХЛ           | 35  | 7   | 8   | 15  | 39  | —  | —  | —  | —  | —  |
| 1998–99       | «Цинциннаті Майті Дакс»   | АХЛ           | 66  | 22  | 27  | 49  | 20  | 3  | 0  | 1  | 1  | 0  |
| 1999–00       | «Цинциннаті Майті Дакс»   | АХЛ           | 72  | 19  | 22  | 41  | 58  | —  | —  | —  | —  | —  |
| 1999–00       | «Майті Дакс оф Анагайм»   | НХЛ           | 3   | 0   | 0   | 0   | 2   | —  | —  | —  | —  | —  |
| 2000–01       | «Еспоо Блюз»              | СМ-Л          | 56  | 24  | 27  | 51  | 70  | —  | —  | —  | —  | —  |
| 2001–02       | «Йокеріт»                 | СМ-Л          | 52  | 22  | 16  | 38  | 38  | 12 | 8  | 1  | 9  | 22 |
| 2002–03       | «Йокеріт»                 | СМ-Л          | 17  | 3   | 4   | 7   | 12  | —  | —  | —  | —  | —  |
| 2002–03       | «Спрінгфілд Фелконс»      | АХЛ           | 62  | 23  | 17  | 40  | 36  | 6  | 2  | 1  | 3  | 2  |
| 2002–03       | «Фінікс Койотс»           | НХЛ           | 5   | 0   | 0   | 0   | 2   | —  | —  | —  | —  | —  |
| 2003–04       | «Спрінгфілд Фелконс»      | АХЛ           | 39  | 6   | 8   | 14  | 18  | —  | —  | —  | —  | —  |
| 2003–04       | «Динамо» (Москва)         | Росія         | 6   | 1   | 1   | 2   | 8   | —  | —  | —  | —  | —  |
| 2004–05       | СайПа                     | СМ-Л          | 56  | 24  | 25  | 49  | 70  | —  | —  | —  | —  | —  |
| 2005–06       | «Фрібур-Готтерон»         | НЛА           | 6   | 1   | 0   | 1   | 8   | —  | —  | —  | —  | —  |
| 2005–06       | «Ред Булл»                | Австрія       | 45  | 24  | 25  | 49  | 40  | 11 | 5  | 7  | 12 | 10 |
| 2006–07       | «Ред Булл»                | Австрія       | 40  | 20  | 15  | 35  | 50  | 8  | 9  | 12 | 21 | 12 |
| 2007–08       | «Ред Булл»                | Австрія       | 31  | 10  | 14  | 24  | 22  | —  | —  | —  | —  | —  |
| 2007–08       | «Мальме Редгокс»          | Аллсвен.      | 8   | 4   | 3   | 7   | 6   | 10 | 3  | 6  | 9  | 8  |
| 2008–09       | «Олімпія» (Любляна)       | Австрія       | 52  | 30  | 29  | 59  | 100 | —  | —  | —  | —  | —  |
| 2008–09       | «Біль»                    | НЛА           | 6   | 2   | 3   | 5   | 0   | —  | —  | —  | —  | —  |
| 2009–10       | «Олімпія» (Любляна)       | Австрія       | 42  | 30  | 32  | 62  | 34  | —  | —  | —  | —  | —  |
| 2009–10       | «Лозанна»                 | НЛБ           | 5   | 2   | 3   | 5   | 0   | 11 | 3  | 6  | 9  | 2  |
| 2010–11       | «Медвещак» (Загреб)       | Австрія       | 51  | 19  | 28  | 47  | 46  | 5  | 2  | 4  | 6  | 8  |
| 2011–12       | «Медвещак» (Загреб)       | Австрія       | 47  | 19  | 23  | 42  | 34  | 5  | 1  | 6  | 7  | 29 |
| 2012–13       | «Альба Волан»             | Австрія       | 51  | 19  | 19  | 38  | 24  | —  | —  | —  | —  | —  |
| 2013–14       | «Альба Волан»             | Австрія       | 54  | 20  | 31  | 51  | 34  | 4  | 0  | 0  | 0  | 0  |
| 2014–15       | «Альба Волан»             | Австрія       | 48  | 19  | 27  | 46  | 18  | 6  | 2  | 4  | 6  | 6  |
| 2015–16       | «Альба Волан»             | Австрія       | 26  | 8   | 10  | 18  | 22  | —  | —  | —  | —  | —  |
| Австрія разом | Австрія разом             | Австрія разом | 487 | 218 | 253 | 471 | 424 | 39 | 19 | 33 | 52 | 65 |
| Усього в НХЛ  | Усього в НХЛ              | Усього в НХЛ  | 32  | 9   | 2   | 11  | 16  | —  | —  | —  | —  | —  |